# Río Paloemeu
El río Paloemeu (en neerlandés: Paloemeurivier) es un río en Surinam. El río se encuentra en el distrito de Sipaliwini, en la localidad de Tapanahoni. El Paloemeu es un río serpenteante con muchas curvas, pequeñas islas y rápidos en su recorrido. Desde su nacimiento allana el camino hacia el norte a través de la selva escasamente poblada, sólo de vez en cuando encontramos pequeñas aldeas a orillas del río. El río confluye con el rio Tapanahony, en la confluencia se asienta el pueblo indígena de Paloemeu.